# Château d'Iwayadō
Le château d'Iwayadō (岩谷堂城, Iwayadō-jō), également connu sous le nom château de Shakuchi, est un édifice hirayamashiro (平山城) situé en hauteur à Ōshū dans la préfecture d'Iwate au Japon.
Au XIe siècle, à la fin de l'époque de Heian, Fujiwara no Tsunekiyo et son fils Fujiwara no Kiyohira en sont les seigneurs. Presque tout le château est à présent en ruines. Un sanctuaire Hachiman, une école élémentaire et le lycée d'Iwayadō occupent le site.